# 北九州・福岡大都市圏
北九州・福岡大都市圏（きたきゅうしゅう・ふくおかだいとしけん）とは、福岡県北九州市と同県福岡市の2つの政令指定都市を中心とした都市圏のこと。両市を合わせて福北（ふくほく）と略称されることもある。当都市圏は、日本において三大都市圏に次ぐ規模を誇っている。
「北九州・福岡大都市圏」という名称は国勢調査における統計上の地域区分を主に指すが、この項においては、名称や定義が異なるものの北九州市と福岡市の二市を中心としている様々な地域区分についても述べる。

## 概要
福岡市の都心（天神）と北九州市の都心（小倉）は約 70 km 離れており、それぞれが独自の都市圏を形成してきた。一般的な都市圏設定で用いる 5% 都市圏、10% 都市圏（通勤通学圏）で見ても、福岡市を中心市とする福岡都市圏、および、北九州市を中心市とする北九州都市圏（あるいは北九州市と下関市の2市を中心市とする関門都市圏）の両者の絶対都市圏が重なるのは、両市の間にある宗像市・福津市・宮若市・遠賀郡の一部に限られている。

## 名称・定義
当都市圏の定義がはっきりしているのは、国勢調査における統計上の地域区分としての「北九州・福岡大都市圏」に限られる。その他の名称が用いられる時はいずれも定義域が漠然としているが、その多くは単に「福岡都市圏＋北九州都市圏」という意味合いで用いられている。

### 北九州・福岡大都市圏
総務省統計局が国勢調査において統計上の地域区分として定義されているもの。福岡・北九州の両市を中心市とし、両市への15歳以上の通勤・通学者数の合算が、当該市町村の常住人口の 1.5% 以上を占める地域 を指す。
定義域ははっきりしているものの、定義の性質上、福岡市または北九州市のうち一方に対しては通勤・通学客が僅少な市町村も含まれるほか、大牟田都市圏など国土交通省が定義した都市圏を分断する線引きとなっている。なお、中心市である福岡市と北九州市もそれぞれの 1.5% 都市圏には含まれない。
| 年     | 人口 （人） | 面積 (km2) | 人口密度 (人/km2) |
| ------ | ----------- | ---------- | ----------------- |
| 1960年 | 2,724,756   |            |                   |
| 1965年 | 3,765,891   | 4,242      | 888               |
| 1970年 | 4,088,610   | 4,529      | 903               |
| 1975年 | 4,638,907   | 4,969      | 934               |
| 1980年 | 4,730,261   | 4,850      | 975               |
| 1985年 | 4,973,770   | 4,905      | 1,014             |
| 1990年 | 5,285,236   | 5,105      | 1,035             |
| 1995年 | 5,458,947   | 5,265      | 1,037             |
| 2000年 | 5,418,537   | 4,943      | 1,096             |
| 2005年 | 5,590,378   | 5,926      | 943               |
| 2010年 | 5,515,427   | 5,731      | 962               |
| 2015年 | 5,538,142   | 5,731      | 966               |
| 2020年 | 5,510,405   | 5,663      | 973               |

範囲
| 県         | 自治体 (1995年)                 | 1995年                          | 2000年                          | 2005年                          | 2010年                          | 2015年                          | 自治体 (現在) |
| ---------- | ------------------------------- | ------------------------------- | ------------------------------- | ------------------------------- | ------------------------------- | ------------------------------- | ------------- |
| 大分県     |                                 |                                 |                                 |                                 |                                 |                                 |               |
| 三光村     | -                               | -                               | -                               | -                               | -                               | 中津市                          |               |
| 本耶馬渓町 | -                               | -                               | -                               | -                               | -                               | 中津市                          |               |
| 耶馬溪町   | -                               | -                               | -                               | -                               | -                               | 中津市                          |               |
| 山国町     | -                               | -                               | -                               | -                               | -                               | 中津市                          |               |
| 中津市     | 北九州・福岡 都市圏 537万1418人 | -                               | -                               | -                               | -                               | 中津市                          |               |
| 福岡県     | 北九州・福岡 都市圏 537万1418人 | 吉富町                          | 北九州・福岡 都市圏             | 北九州・福岡 都市圏 559万0378人 | 北九州・福岡 都市圏 551万5427人 | 北九州・福岡 都市圏 553万8142人 | 吉富町        |
| 福岡県     | 北九州・福岡 都市圏 537万1418人 | 新吉富村                        | 北九州・福岡 都市圏             | 北九州・福岡 都市圏 559万0378人 | 北九州・福岡 都市圏 551万5427人 | 北九州・福岡 都市圏 553万8142人 | 上毛町        |
| 福岡県     | 北九州・福岡 都市圏 537万1418人 | 大平村                          | -                               | 北九州・福岡 都市圏 559万0378人 | 北九州・福岡 都市圏 551万5427人 | 北九州・福岡 都市圏 553万8142人 | 上毛町        |
| 福岡県     | 北九州・福岡 都市圏 537万1418人 | 豊前市                          | 北九州・福岡 都市圏 541万8537人 | 北九州・福岡 都市圏 559万0378人 | 北九州・福岡 都市圏 551万5427人 | 北九州・福岡 都市圏 553万8142人 | 豊前市        |
| 福岡県     | 北九州・福岡 都市圏 537万1418人 | 椎田町                          | 北九州・福岡 都市圏 541万8537人 | 北九州・福岡 都市圏 559万0378人 | 北九州・福岡 都市圏 551万5427人 | 北九州・福岡 都市圏 553万8142人 | 築上町        |
| 福岡県     | 北九州・福岡 都市圏 537万1418人 | 築城町                          | 北九州・福岡 都市圏 541万8537人 | 北九州・福岡 都市圏 559万0378人 | 北九州・福岡 都市圏 551万5427人 | 北九州・福岡 都市圏 553万8142人 | 築上町        |
| 福岡県     | 北九州・福岡 都市圏 537万1418人 | 犀川町                          | 北九州・福岡 都市圏 541万8537人 | 北九州・福岡 都市圏 559万0378人 | 北九州・福岡 都市圏 551万5427人 | 北九州・福岡 都市圏 553万8142人 | みやこ町      |
| 福岡県     | 北九州・福岡 都市圏 537万1418人 | 勝山町                          | 北九州・福岡 都市圏 541万8537人 | 北九州・福岡 都市圏 559万0378人 | 北九州・福岡 都市圏 551万5427人 | 北九州・福岡 都市圏 553万8142人 | みやこ町      |
| 福岡県     | 北九州・福岡 都市圏 537万1418人 | 豊津町                          | 北九州・福岡 都市圏 541万8537人 | 北九州・福岡 都市圏 559万0378人 | 北九州・福岡 都市圏 551万5427人 | 北九州・福岡 都市圏 553万8142人 | みやこ町      |
| 福岡県     | 北九州・福岡 都市圏 537万1418人 | 行橋市                          | 北九州・福岡 都市圏 541万8537人 | 北九州・福岡 都市圏 559万0378人 | 北九州・福岡 都市圏 551万5427人 | 北九州・福岡 都市圏 553万8142人 | 行橋市        |
| 福岡県     | 北九州・福岡 都市圏 537万1418人 | 苅田町                          | 北九州・福岡 都市圏 541万8537人 | 北九州・福岡 都市圏 559万0378人 | 北九州・福岡 都市圏 551万5427人 | 北九州・福岡 都市圏 553万8142人 | 苅田町        |
| 福岡県     | 北九州・福岡 都市圏 537万1418人 | 北九州市                        | 北九州・福岡 都市圏 541万8537人 | 北九州・福岡 都市圏 559万0378人 | 北九州・福岡 都市圏 551万5427人 | 北九州・福岡 都市圏 553万8142人 | 北九州市      |
| 福岡県     | 北九州・福岡 都市圏 537万1418人 | 中間市                          | 北九州・福岡 都市圏 541万8537人 | 北九州・福岡 都市圏 559万0378人 | 北九州・福岡 都市圏 551万5427人 | 北九州・福岡 都市圏 553万8142人 | 中間市        |
| 福岡県     | 北九州・福岡 都市圏 537万1418人 | 水巻町                          | 北九州・福岡 都市圏 541万8537人 | 北九州・福岡 都市圏 559万0378人 | 北九州・福岡 都市圏 551万5427人 | 北九州・福岡 都市圏 553万8142人 | 水巻町        |
| 福岡県     | 北九州・福岡 都市圏 537万1418人 | 芦屋町                          | 北九州・福岡 都市圏 541万8537人 | 北九州・福岡 都市圏 559万0378人 | 北九州・福岡 都市圏 551万5427人 | 北九州・福岡 都市圏 553万8142人 | 芦屋町        |
| 福岡県     | 北九州・福岡 都市圏 537万1418人 | 遠賀町                          | 北九州・福岡 都市圏 541万8537人 | 北九州・福岡 都市圏 559万0378人 | 北九州・福岡 都市圏 551万5427人 | 北九州・福岡 都市圏 553万8142人 | 遠賀町        |
| 福岡県     | 北九州・福岡 都市圏 537万1418人 | 岡垣町                          | 北九州・福岡 都市圏 541万8537人 | 北九州・福岡 都市圏 559万0378人 | 北九州・福岡 都市圏 551万5427人 | 北九州・福岡 都市圏 553万8142人 | 岡垣町        |
| 福岡県     | 北九州・福岡 都市圏 537万1418人 | 直方市                          | 北九州・福岡 都市圏 541万8537人 | 北九州・福岡 都市圏 559万0378人 | 北九州・福岡 都市圏 551万5427人 | 北九州・福岡 都市圏 553万8142人 | 直方市        |
| 福岡県     | 北九州・福岡 都市圏 537万1418人 | 鞍手町                          | 北九州・福岡 都市圏 541万8537人 | 北九州・福岡 都市圏 559万0378人 | 北九州・福岡 都市圏 551万5427人 | 北九州・福岡 都市圏 553万8142人 | 鞍手町        |
| 福岡県     | 北九州・福岡 都市圏 537万1418人 | 宮田町                          | 北九州・福岡 都市圏 541万8537人 | 北九州・福岡 都市圏 559万0378人 | 北九州・福岡 都市圏 551万5427人 | 北九州・福岡 都市圏 553万8142人 | 宮若市        |
| 福岡県     | 北九州・福岡 都市圏 537万1418人 | 若宮町                          | 北九州・福岡 都市圏 541万8537人 | 北九州・福岡 都市圏 559万0378人 | 北九州・福岡 都市圏 551万5427人 | 北九州・福岡 都市圏 553万8142人 | 宮若市        |
| 福岡県     | 北九州・福岡 都市圏 537万1418人 | 小竹町                          | 北九州・福岡 都市圏 541万8537人 | 北九州・福岡 都市圏 559万0378人 | 北九州・福岡 都市圏 551万5427人 | 北九州・福岡 都市圏 553万8142人 | 小竹町        |
| 福岡県     | 北九州・福岡 都市圏 537万1418人 | 金田町                          | 北九州・福岡 都市圏 541万8537人 | 北九州・福岡 都市圏 559万0378人 | 北九州・福岡 都市圏 551万5427人 | 北九州・福岡 都市圏 553万8142人 | 福智町        |
| 福岡県     | 北九州・福岡 都市圏 537万1418人 | 赤池町                          | 北九州・福岡 都市圏 541万8537人 | 北九州・福岡 都市圏 559万0378人 | 北九州・福岡 都市圏 551万5427人 | 北九州・福岡 都市圏 553万8142人 | 福智町        |
| 福岡県     | 北九州・福岡 都市圏 537万1418人 | 方城町                          | 北九州・福岡 都市圏 541万8537人 | 北九州・福岡 都市圏 559万0378人 | 北九州・福岡 都市圏 551万5427人 | 北九州・福岡 都市圏 553万8142人 | 福智町        |
| 福岡県     | 北九州・福岡 都市圏 537万1418人 | 香春町                          | 北九州・福岡 都市圏 541万8537人 | 北九州・福岡 都市圏 559万0378人 | 北九州・福岡 都市圏 551万5427人 | 北九州・福岡 都市圏 553万8142人 | 香春町        |
| 福岡県     | 北九州・福岡 都市圏 537万1418人 | 糸田町                          | 北九州・福岡 都市圏 541万8537人 | 北九州・福岡 都市圏 559万0378人 | 北九州・福岡 都市圏 551万5427人 | 北九州・福岡 都市圏 553万8142人 | 糸田町        |
| 福岡県     | 北九州・福岡 都市圏 537万1418人 | 田川市                          | 北九州・福岡 都市圏 541万8537人 | 北九州・福岡 都市圏 559万0378人 | 北九州・福岡 都市圏 551万5427人 | 北九州・福岡 都市圏 553万8142人 | 田川市        |
| 福岡県     | 北九州・福岡 都市圏 537万1418人 | 大任町                          | 北九州・福岡 都市圏 541万8537人 | 北九州・福岡 都市圏 559万0378人 | 北九州・福岡 都市圏 551万5427人 | 北九州・福岡 都市圏 553万8142人 | 大任町        |
| 福岡県     | 北九州・福岡 都市圏 537万1418人 | 赤村                            | 北九州・福岡 都市圏 541万8537人 | 北九州・福岡 都市圏 559万0378人 | 北九州・福岡 都市圏 551万5427人 | 北九州・福岡 都市圏 553万8142人 | 赤村          |
| 福岡県     | 北九州・福岡 都市圏 537万1418人 | 川崎町                          | 北九州・福岡 都市圏 541万8537人 | 北九州・福岡 都市圏 559万0378人 | 北九州・福岡 都市圏 551万5427人 | 北九州・福岡 都市圏 553万8142人 | 川崎町        |
| 福岡県     | 北九州・福岡 都市圏 537万1418人 | 添田町                          | 北九州・福岡 都市圏 541万8537人 | 北九州・福岡 都市圏 559万0378人 | 北九州・福岡 都市圏 551万5427人 | 北九州・福岡 都市圏 553万8142人 | 添田町        |
| 福岡県     | 北九州・福岡 都市圏 537万1418人 | 山田市                          | 北九州・福岡 都市圏 541万8537人 | 北九州・福岡 都市圏 559万0378人 | 北九州・福岡 都市圏 551万5427人 | 北九州・福岡 都市圏 553万8142人 | 嘉麻市        |
| 福岡県     | 北九州・福岡 都市圏 537万1418人 | 稲築町                          | 北九州・福岡 都市圏 541万8537人 | 北九州・福岡 都市圏 559万0378人 | 北九州・福岡 都市圏 551万5427人 | 北九州・福岡 都市圏 553万8142人 | 嘉麻市        |
| 福岡県     | 北九州・福岡 都市圏 537万1418人 | 碓井町                          | 北九州・福岡 都市圏 541万8537人 | 北九州・福岡 都市圏 559万0378人 | 北九州・福岡 都市圏 551万5427人 | 北九州・福岡 都市圏 553万8142人 | 嘉麻市        |
| 福岡県     | 北九州・福岡 都市圏 537万1418人 | 嘉穂町                          | 北九州・福岡 都市圏 541万8537人 | 北九州・福岡 都市圏 559万0378人 | 北九州・福岡 都市圏 551万5427人 | 北九州・福岡 都市圏 553万8142人 | 嘉麻市        |
| 福岡県     | 北九州・福岡 都市圏 537万1418人 | 桂川町                          | 北九州・福岡 都市圏 541万8537人 | 北九州・福岡 都市圏 559万0378人 | 北九州・福岡 都市圏 551万5427人 | 北九州・福岡 都市圏 553万8142人 | 桂川町        |
| 福岡県     | 北九州・福岡 都市圏 537万1418人 | 飯塚市                          | 北九州・福岡 都市圏 541万8537人 | 北九州・福岡 都市圏 559万0378人 | 北九州・福岡 都市圏 551万5427人 | 北九州・福岡 都市圏 553万8142人 | 飯塚市        |
| 福岡県     | 北九州・福岡 都市圏 537万1418人 | 筑穂町                          | 北九州・福岡 都市圏 541万8537人 | 北九州・福岡 都市圏 559万0378人 | 北九州・福岡 都市圏 551万5427人 | 北九州・福岡 都市圏 553万8142人 | 飯塚市        |
| 福岡県     | 北九州・福岡 都市圏 537万1418人 | 穂波町                          | 北九州・福岡 都市圏 541万8537人 | 北九州・福岡 都市圏 559万0378人 | 北九州・福岡 都市圏 551万5427人 | 北九州・福岡 都市圏 553万8142人 | 飯塚市        |
| 福岡県     | 北九州・福岡 都市圏 537万1418人 | 庄内町                          | 北九州・福岡 都市圏 541万8537人 | 北九州・福岡 都市圏 559万0378人 | 北九州・福岡 都市圏 551万5427人 | 北九州・福岡 都市圏 553万8142人 | 飯塚市        |
| 福岡県     | 北九州・福岡 都市圏 537万1418人 | 頴田町                          | 北九州・福岡 都市圏 541万8537人 | 北九州・福岡 都市圏 559万0378人 | 北九州・福岡 都市圏 551万5427人 | 北九州・福岡 都市圏 553万8142人 | 飯塚市        |
| 福岡県     | 北九州・福岡 都市圏 537万1418人 | 宗像市                          | 北九州・福岡 都市圏 541万8537人 | 北九州・福岡 都市圏 559万0378人 | 北九州・福岡 都市圏 551万5427人 | 北九州・福岡 都市圏 553万8142人 | 宗像市        |
| 福岡県     | 北九州・福岡 都市圏 537万1418人 | 玄海町                          | 北九州・福岡 都市圏 541万8537人 | 北九州・福岡 都市圏 559万0378人 | 北九州・福岡 都市圏 551万5427人 | 北九州・福岡 都市圏 553万8142人 | 宗像市        |
| 福岡県     | 大島村                          | -                               | 北九州・福岡 都市圏 541万8537人 | 北九州・福岡 都市圏 559万0378人 | 北九州・福岡 都市圏 551万5427人 | 北九州・福岡 都市圏 553万8142人 | 宗像市        |
| 福岡県     | 福間町                          | 北九州・福岡 都市圏 537万1418人 | 北九州・福岡 都市圏 541万8537人 | 北九州・福岡 都市圏 559万0378人 | 北九州・福岡 都市圏 551万5427人 | 北九州・福岡 都市圏 553万8142人 | 福津市        |
| 福岡県     | 津屋崎町                        | 北九州・福岡 都市圏 537万1418人 | 北九州・福岡 都市圏 541万8537人 | 北九州・福岡 都市圏 559万0378人 | 北九州・福岡 都市圏 551万5427人 | 北九州・福岡 都市圏 553万8142人 | 福津市        |
| 福岡県     | 古賀町                          | 北九州・福岡 都市圏 537万1418人 | 北九州・福岡 都市圏 541万8537人 | 北九州・福岡 都市圏 559万0378人 | 北九州・福岡 都市圏 551万5427人 | 北九州・福岡 都市圏 553万8142人 | 古賀市        |
| 福岡県     | 新宮町                          | 北九州・福岡 都市圏 537万1418人 | 北九州・福岡 都市圏 541万8537人 | 北九州・福岡 都市圏 559万0378人 | 北九州・福岡 都市圏 551万5427人 | 北九州・福岡 都市圏 553万8142人 | 新宮町        |
| 福岡県     | 久山町                          | 北九州・福岡 都市圏 537万1418人 | 北九州・福岡 都市圏 541万8537人 | 北九州・福岡 都市圏 559万0378人 | 北九州・福岡 都市圏 551万5427人 | 北九州・福岡 都市圏 553万8142人 | 久山町        |
| 福岡県     | 篠栗町                          | 北九州・福岡 都市圏 537万1418人 | 北九州・福岡 都市圏 541万8537人 | 北九州・福岡 都市圏 559万0378人 | 北九州・福岡 都市圏 551万5427人 | 北九州・福岡 都市圏 553万8142人 | 篠栗町        |
| 福岡県     | 須恵町                          | 北九州・福岡 都市圏 537万1418人 | 北九州・福岡 都市圏 541万8537人 | 北九州・福岡 都市圏 559万0378人 | 北九州・福岡 都市圏 551万5427人 | 北九州・福岡 都市圏 553万8142人 | 須恵町        |
| 福岡県     | 宇美町                          | 北九州・福岡 都市圏 537万1418人 | 北九州・福岡 都市圏 541万8537人 | 北九州・福岡 都市圏 559万0378人 | 北九州・福岡 都市圏 551万5427人 | 北九州・福岡 都市圏 553万8142人 | 宇美町        |
| 福岡県     | 粕屋町                          | 北九州・福岡 都市圏 537万1418人 | 北九州・福岡 都市圏 541万8537人 | 北九州・福岡 都市圏 559万0378人 | 北九州・福岡 都市圏 551万5427人 | 北九州・福岡 都市圏 553万8142人 | 粕屋町        |
| 福岡県     | 志免町                          | 北九州・福岡 都市圏 537万1418人 | 北九州・福岡 都市圏 541万8537人 | 北九州・福岡 都市圏 559万0378人 | 北九州・福岡 都市圏 551万5427人 | 北九州・福岡 都市圏 553万8142人 | 志免町        |
| 福岡県     | 福岡市                          | 北九州・福岡 都市圏 537万1418人 | 北九州・福岡 都市圏 541万8537人 | 北九州・福岡 都市圏 559万0378人 | 北九州・福岡 都市圏 551万5427人 | 北九州・福岡 都市圏 553万8142人 | 福岡市        |
| 福岡県     | 前原市                          | 北九州・福岡 都市圏 537万1418人 | 北九州・福岡 都市圏 541万8537人 | 北九州・福岡 都市圏 559万0378人 | 北九州・福岡 都市圏 551万5427人 | 北九州・福岡 都市圏 553万8142人 | 糸島市        |
| 福岡県     | 二丈町                          | 北九州・福岡 都市圏 537万1418人 | 北九州・福岡 都市圏 541万8537人 | 北九州・福岡 都市圏 559万0378人 | 北九州・福岡 都市圏 551万5427人 | 北九州・福岡 都市圏 553万8142人 | 糸島市        |
| 福岡県     | 志摩町                          | 北九州・福岡 都市圏 537万1418人 | 北九州・福岡 都市圏 541万8537人 | 北九州・福岡 都市圏 559万0378人 | 北九州・福岡 都市圏 551万5427人 | 北九州・福岡 都市圏 553万8142人 | 糸島市        |
| 福岡県     | 大野城市                        | 北九州・福岡 都市圏 537万1418人 | 北九州・福岡 都市圏 541万8537人 | 北九州・福岡 都市圏 559万0378人 | 北九州・福岡 都市圏 551万5427人 | 北九州・福岡 都市圏 553万8142人 | 大野城市      |
| 福岡県     | 春日市                          | 北九州・福岡 都市圏 537万1418人 | 北九州・福岡 都市圏 541万8537人 | 北九州・福岡 都市圏 559万0378人 | 北九州・福岡 都市圏 551万5427人 | 北九州・福岡 都市圏 553万8142人 | 春日市        |
| 福岡県     | 太宰府市                        | 北九州・福岡 都市圏 537万1418人 | 北九州・福岡 都市圏 541万8537人 | 北九州・福岡 都市圏 559万0378人 | 北九州・福岡 都市圏 551万5427人 | 北九州・福岡 都市圏 553万8142人 | 太宰府市      |
| 福岡県     | 筑紫野市                        | 北九州・福岡 都市圏 537万1418人 | 北九州・福岡 都市圏 541万8537人 | 北九州・福岡 都市圏 559万0378人 | 北九州・福岡 都市圏 551万5427人 | 北九州・福岡 都市圏 553万8142人 | 筑紫野市      |
| 福岡県     | 那珂川町                        | 北九州・福岡 都市圏 537万1418人 | 北九州・福岡 都市圏 541万8537人 | 北九州・福岡 都市圏 559万0378人 | 北九州・福岡 都市圏 551万5427人 | 北九州・福岡 都市圏 553万8142人 | 那珂川市      |
| 福岡県     | 小郡市                          | 北九州・福岡 都市圏 537万1418人 | 北九州・福岡 都市圏 541万8537人 | 北九州・福岡 都市圏 559万0378人 | 北九州・福岡 都市圏 551万5427人 | 北九州・福岡 都市圏 553万8142人 | 小郡市        |
| 福岡県     | 大刀洗町                        | 北九州・福岡 都市圏 537万1418人 | 北九州・福岡 都市圏 541万8537人 | 北九州・福岡 都市圏 559万0378人 | 北九州・福岡 都市圏 551万5427人 | 北九州・福岡 都市圏 553万8142人 | 大刀洗町      |
| 福岡県     | 三輪町                          | 北九州・福岡 都市圏 537万1418人 | 北九州・福岡 都市圏 541万8537人 | 北九州・福岡 都市圏 559万0378人 | 北九州・福岡 都市圏 551万5427人 | 北九州・福岡 都市圏 553万8142人 | 筑前町        |
| 福岡県     | 夜須町                          | 北九州・福岡 都市圏 537万1418人 | 北九州・福岡 都市圏 541万8537人 | 北九州・福岡 都市圏 559万0378人 | 北九州・福岡 都市圏 551万5427人 | 北九州・福岡 都市圏 553万8142人 | 筑前町        |
| 福岡県     | 甘木市                          | 北九州・福岡 都市圏 537万1418人 | 北九州・福岡 都市圏 541万8537人 | 北九州・福岡 都市圏 559万0378人 | 北九州・福岡 都市圏 551万5427人 | 北九州・福岡 都市圏 553万8142人 | 朝倉市        |
| 福岡県     | 朝倉町                          | 北九州・福岡 都市圏 537万1418人 | 北九州・福岡 都市圏 541万8537人 | 北九州・福岡 都市圏 559万0378人 | 北九州・福岡 都市圏 551万5427人 | 北九州・福岡 都市圏 553万8142人 | 朝倉市        |
| 福岡県     | 杷木町                          | 北九州・福岡 都市圏 537万1418人 | -                               | 北九州・福岡 都市圏 559万0378人 | 北九州・福岡 都市圏 551万5427人 | 北九州・福岡 都市圏 553万8142人 | 朝倉市        |
| 福岡県     | 宝珠山村                        | -                               | -                               | -                               | -                               | -                               | 東峰村        |
| 福岡県     | 小石原村                        | -                               | 北九州・福岡 都市圏             | -                               | -                               | -                               | 東峰村        |
| 福岡県     | 八女市                          | 北九州・福岡 都市圏             | 北九州・福岡 都市圏             | 北九州・福岡 都市圏             | -                               | -                               | 八女市        |
| 福岡県     | 上陽町                          | -                               | -                               | -                               | -                               | -                               | 八女市        |
| 福岡県     | 黒木町                          | -                               | -                               | -                               | -                               | -                               | 八女市        |
| 福岡県     | 立花町                          | -                               | -                               | -                               | -                               | -                               | 八女市        |
| 福岡県     | 矢部村                          | -                               | -                               | -                               | -                               | -                               | 八女市        |
| 福岡県     | 星野村                          | -                               | -                               | -                               | -                               | -                               | 八女市        |
| 福岡県     | 吉井町                          | -                               | -                               | 北九州・福岡 都市圏 559万0378人 | -                               | -                               | うきは市      |
| 福岡県     | 浮羽町                          | 北九州・福岡 都市圏 537万1418人 | -                               | 北九州・福岡 都市圏 559万0378人 | -                               | -                               | うきは市      |
| 福岡県     | 久留米市                        | 北九州・福岡 都市圏 537万1418人 | 北九州・福岡 都市圏 541万8537人 | 北九州・福岡 都市圏 559万0378人 | 北九州・福岡 都市圏 551万5427人 | 北九州・福岡 都市圏 553万8142人 | 久留米市      |
| 福岡県     | 田主丸町                        | 北九州・福岡 都市圏 537万1418人 | 北九州・福岡 都市圏 541万8537人 | 北九州・福岡 都市圏 559万0378人 | 北九州・福岡 都市圏 551万5427人 | 北九州・福岡 都市圏 553万8142人 | 久留米市      |
| 福岡県     | 北野町                          | 北九州・福岡 都市圏 537万1418人 | 北九州・福岡 都市圏 541万8537人 | 北九州・福岡 都市圏 559万0378人 | 北九州・福岡 都市圏 551万5427人 | 北九州・福岡 都市圏 553万8142人 | 久留米市      |
| 福岡県     | 城島町                          | 北九州・福岡 都市圏 537万1418人 | 北九州・福岡 都市圏 541万8537人 | 北九州・福岡 都市圏 559万0378人 | 北九州・福岡 都市圏 551万5427人 | 北九州・福岡 都市圏 553万8142人 | 久留米市      |
| 福岡県     | 三潴町                          | 北九州・福岡 都市圏 537万1418人 | 北九州・福岡 都市圏 541万8537人 | 北九州・福岡 都市圏 559万0378人 | 北九州・福岡 都市圏 551万5427人 | 北九州・福岡 都市圏 553万8142人 | 久留米市      |
| 福岡県     | 広川町                          | 北九州・福岡 都市圏 537万1418人 | 北九州・福岡 都市圏 541万8537人 | 北九州・福岡 都市圏 559万0378人 | 北九州・福岡 都市圏 551万5427人 | 北九州・福岡 都市圏 553万8142人 | 広川町        |
| 福岡県     | 大川市                          | 北九州・福岡 都市圏 537万1418人 | 北九州・福岡 都市圏 541万8537人 | 北九州・福岡 都市圏 559万0378人 | 北九州・福岡 都市圏 551万5427人 | 北九州・福岡 都市圏 553万8142人 | 大川市        |
| 福岡県     | 大木町                          | 北九州・福岡 都市圏 537万1418人 | 北九州・福岡 都市圏 541万8537人 | 北九州・福岡 都市圏 559万0378人 | 北九州・福岡 都市圏 551万5427人 | 北九州・福岡 都市圏 553万8142人 | 大木町        |
| 福岡県     | 筑後市                          | 北九州・福岡 都市圏 537万1418人 | 北九州・福岡 都市圏 541万8537人 | 北九州・福岡 都市圏 559万0378人 | 北九州・福岡 都市圏 551万5427人 | 北九州・福岡 都市圏 553万8142人 | 筑後市        |
| 福岡県     | 柳川市                          | 北九州・福岡 都市圏 537万1418人 | 北九州・福岡 都市圏 541万8537人 | 北九州・福岡 都市圏 559万0378人 | 北九州・福岡 都市圏 551万5427人 | 北九州・福岡 都市圏 553万8142人 | 柳川市        |
| 福岡県     | 大和町                          | 北九州・福岡 都市圏 537万1418人 | 北九州・福岡 都市圏 541万8537人 | 北九州・福岡 都市圏 559万0378人 | 北九州・福岡 都市圏 551万5427人 | 北九州・福岡 都市圏 553万8142人 | 柳川市        |
| 福岡県     | 三橋町                          | 北九州・福岡 都市圏 537万1418人 | 北九州・福岡 都市圏 541万8537人 | 北九州・福岡 都市圏 559万0378人 | 北九州・福岡 都市圏 551万5427人 | 北九州・福岡 都市圏 553万8142人 | 柳川市        |
| 福岡県     | 瀬高町                          | 北九州・福岡 都市圏 537万1418人 | 北九州・福岡 都市圏 541万8537人 | 北九州・福岡 都市圏 559万0378人 | 北九州・福岡 都市圏 551万5427人 | 北九州・福岡 都市圏 553万8142人 | みやま市      |
| 福岡県     | 山川町                          | 北九州・福岡 都市圏 537万1418人 | 北九州・福岡 都市圏 541万8537人 | 北九州・福岡 都市圏 559万0378人 | 北九州・福岡 都市圏 551万5427人 | 北九州・福岡 都市圏 553万8142人 | みやま市      |
| 福岡県     | 高田町                          | 北九州・福岡 都市圏 537万1418人 | 北九州・福岡 都市圏 541万8537人 | 北九州・福岡 都市圏 559万0378人 | 北九州・福岡 都市圏 551万5427人 | 北九州・福岡 都市圏 553万8142人 | みやま市      |
| 福岡県     | 大牟田市                        | 北九州・福岡 都市圏 537万1418人 | 北九州・福岡 都市圏 541万8537人 | 北九州・福岡 都市圏 559万0378人 | 北九州・福岡 都市圏 551万5427人 | 北九州・福岡 都市圏 553万8142人 | 大牟田市      |
| 佐賀県     | 唐津市                          | 北九州・福岡 都市圏 537万1418人 | 北九州・福岡 都市圏 541万8537人 | 北九州・福岡 都市圏 559万0378人 | 北九州・福岡 都市圏 551万5427人 | 北九州・福岡 都市圏 553万8142人 | 唐津市        |
| 佐賀県     | 浜玉町                          | 北九州・福岡 都市圏 537万1418人 | 北九州・福岡 都市圏 541万8537人 | 北九州・福岡 都市圏 559万0378人 | 北九州・福岡 都市圏 551万5427人 | 北九州・福岡 都市圏 553万8142人 | 唐津市        |
| 佐賀県     | 厳木町                          | -                               | -                               | 北九州・福岡 都市圏 559万0378人 | 北九州・福岡 都市圏 551万5427人 | 北九州・福岡 都市圏 553万8142人 | 唐津市        |
| 佐賀県     | 相知町                          | -                               | -                               | 北九州・福岡 都市圏 559万0378人 | 北九州・福岡 都市圏 551万5427人 | 北九州・福岡 都市圏 553万8142人 | 唐津市        |
| 佐賀県     | 北波多村                        | -                               | -                               | 北九州・福岡 都市圏 559万0378人 | 北九州・福岡 都市圏 551万5427人 | 北九州・福岡 都市圏 553万8142人 | 唐津市        |
| 佐賀県     | 鎮西町                          | -                               | -                               | 北九州・福岡 都市圏 559万0378人 | 北九州・福岡 都市圏 551万5427人 | 北九州・福岡 都市圏 553万8142人 | 唐津市        |
| 佐賀県     | 肥前町                          | -                               | -                               | 北九州・福岡 都市圏 559万0378人 | 北九州・福岡 都市圏 551万5427人 | 北九州・福岡 都市圏 553万8142人 | 唐津市        |
| 佐賀県     | 呼子町                          | -                               | -                               | 北九州・福岡 都市圏 559万0378人 | 北九州・福岡 都市圏 551万5427人 | 北九州・福岡 都市圏 553万8142人 | 唐津市        |
| 佐賀県     | 七山村                          | -                               | -                               | 北九州・福岡 都市圏 559万0378人 | 北九州・福岡 都市圏 551万5427人 | 北九州・福岡 都市圏 553万8142人 | 唐津市        |
| 佐賀県     | 千代田町                        | -                               | -                               | -                               | -                               | -                               | 神埼市        |
| 佐賀県     | 脊振村                          | -                               | -                               | -                               | -                               | -                               | 神埼市        |
| 佐賀県     | 神埼町                          | -                               | -                               | 北九州・福岡 都市圏 559万0378人 | -                               | -                               | 神埼市        |
| 佐賀県     | 鳥栖市                          | 北九州・福岡 都市圏 537万1418人 | 北九州・福岡 都市圏             | 北九州・福岡 都市圏 559万0378人 | 北九州・福岡 都市圏 551万5427人 | 北九州・福岡 都市圏 553万8142人 | 鳥栖市        |
| 佐賀県     | 基山町                          | 北九州・福岡 都市圏 537万1418人 | 北九州・福岡 都市圏             | 北九州・福岡 都市圏 559万0378人 | 北九州・福岡 都市圏 551万5427人 | 北九州・福岡 都市圏 553万8142人 | 基山町        |
| 佐賀県     | 三田川町                        | 北九州・福岡 都市圏 537万1418人 | 北九州・福岡 都市圏             | 北九州・福岡 都市圏 559万0378人 | 北九州・福岡 都市圏 551万5427人 | 北九州・福岡 都市圏 553万8142人 | 吉野ヶ里町    |
| 佐賀県     | 東脊振村                        | 北九州・福岡 都市圏 537万1418人 | -                               | 北九州・福岡 都市圏 559万0378人 | 北九州・福岡 都市圏 551万5427人 | 北九州・福岡 都市圏 553万8142人 | 吉野ヶ里町    |
| 佐賀県     | 上峰町                          | 北九州・福岡 都市圏 537万1418人 | 北九州・福岡 都市圏 541万8537人 | 北九州・福岡 都市圏 559万0378人 | 北九州・福岡 都市圏 551万5427人 | 北九州・福岡 都市圏 553万8142人 | 上峰町        |
| 佐賀県     | 中原町                          | 北九州・福岡 都市圏 537万1418人 | 北九州・福岡 都市圏 541万8537人 | 北九州・福岡 都市圏 559万0378人 | 北九州・福岡 都市圏 551万5427人 | 北九州・福岡 都市圏 553万8142人 | みやき町      |
| 佐賀県     | 北茂安町                        | 北九州・福岡 都市圏 537万1418人 | 北九州・福岡 都市圏 541万8537人 | 北九州・福岡 都市圏 559万0378人 | 北九州・福岡 都市圏 551万5427人 | 北九州・福岡 都市圏 553万8142人 | みやき町      |
| 佐賀県     | 三根町                          | 北九州・福岡 都市圏 537万1418人 | 北九州・福岡 都市圏 541万8537人 | 北九州・福岡 都市圏 559万0378人 | 北九州・福岡 都市圏 551万5427人 | 北九州・福岡 都市圏 553万8142人 | みやき町      |
| 山口県     | 下関市                          | 北九州・福岡 都市圏 537万1418人 | 北九州・福岡 都市圏 541万8537人 | 北九州・福岡 都市圏 559万0378人 | 北九州・福岡 都市圏 551万5427人 | 北九州・福岡 都市圏 553万8142人 | 下関市        |
| 山口県     | 豊浦町                          | 北九州・福岡 都市圏 537万1418人 | 北九州・福岡 都市圏 541万8537人 | 北九州・福岡 都市圏 559万0378人 | 北九州・福岡 都市圏 551万5427人 | 北九州・福岡 都市圏 553万8142人 | 下関市        |
| 山口県     | 菊川町                          | -                               | -                               | 北九州・福岡 都市圏 559万0378人 | 北九州・福岡 都市圏 551万5427人 | 北九州・福岡 都市圏 553万8142人 | 下関市        |
| 山口県     | 豊田町                          | -                               | -                               | 北九州・福岡 都市圏 559万0378人 | 北九州・福岡 都市圏 551万5427人 | 北九州・福岡 都市圏 553万8142人 | 下関市        |
| 山口県     | 豊北町                          | -                               | -                               | 北九州・福岡 都市圏 559万0378人 | 北九州・福岡 都市圏 551万5427人 | 北九州・福岡 都市圏 553万8142人 | 下関市        |

### その他の呼称
福岡・北九州大都市圏
名称としての使用例は多くみられる。
福北大都市圏
名称としての使用例は最も多い。福岡市・北九州市・宗像市・アジアス九州 などの公的機関や、公的資料、新聞社 などで広く用いられている。
北部九州大都市圏、北部九州都市圏、北部九州圏
これら3つの名称の使用例 を合わせると、「福北大都市圏」と並んで多い。
北九州大都市圏

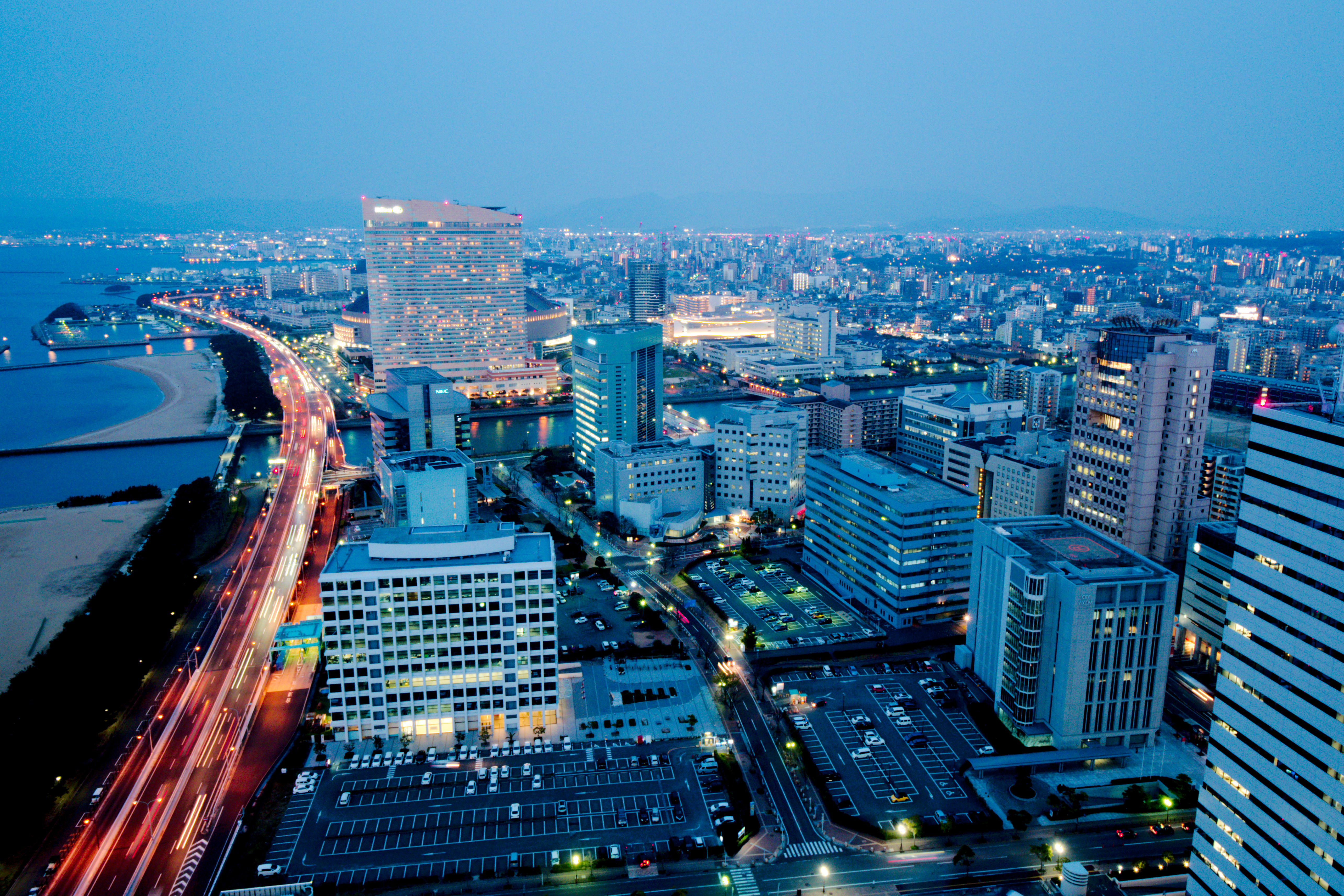
福岡市(政令指定都市)
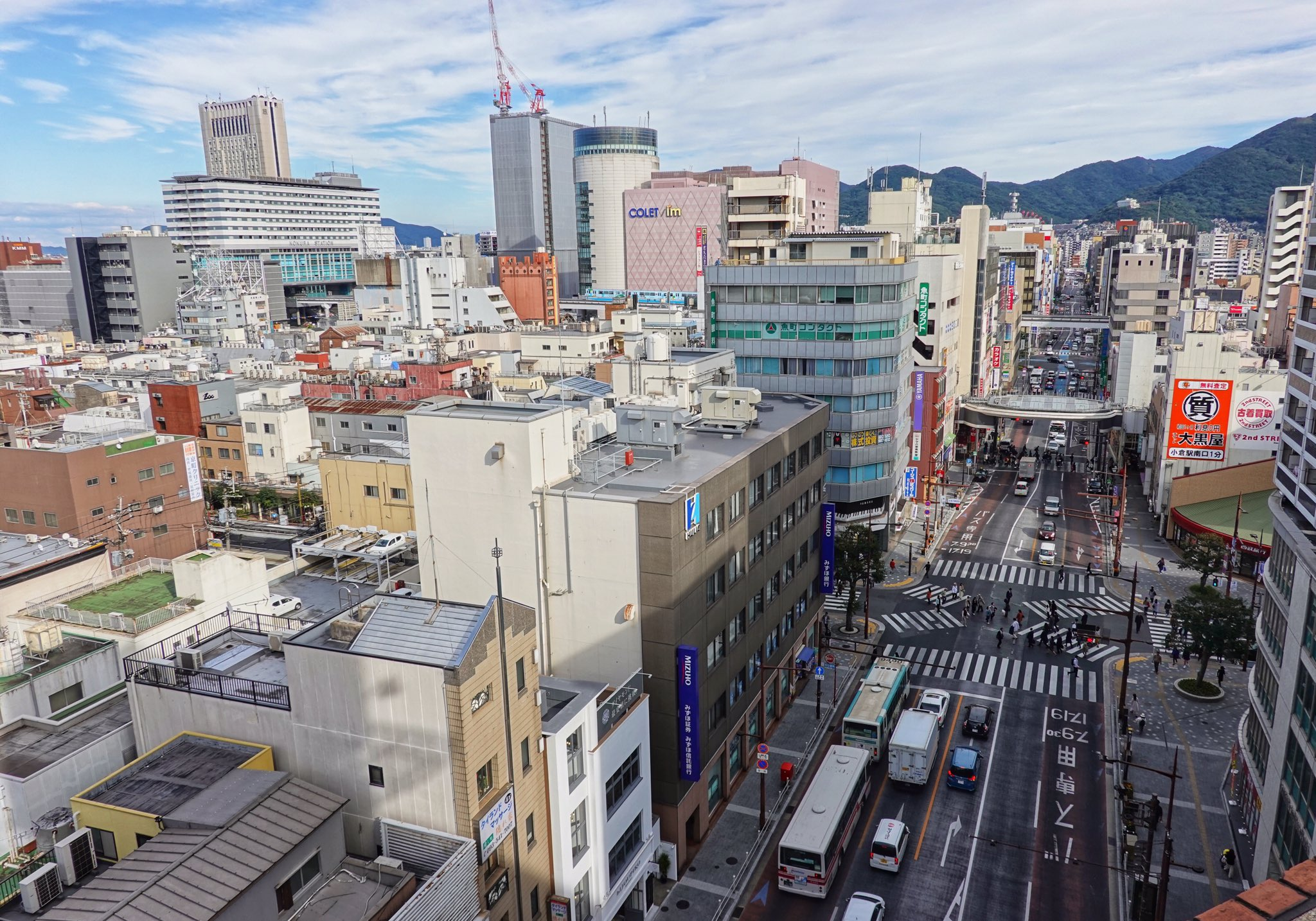
北九州市(政令指定都市)
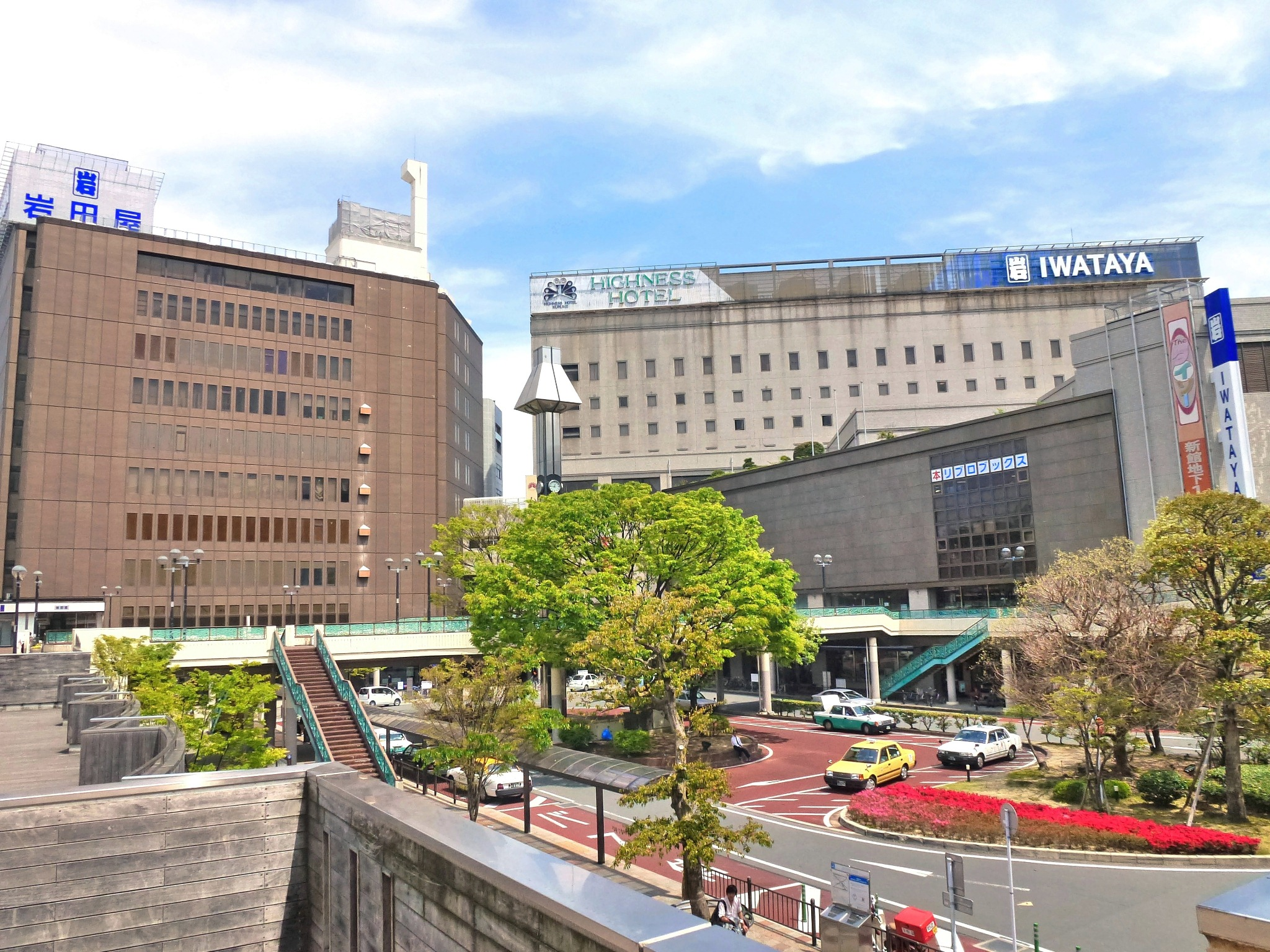
久留米市(中核市)
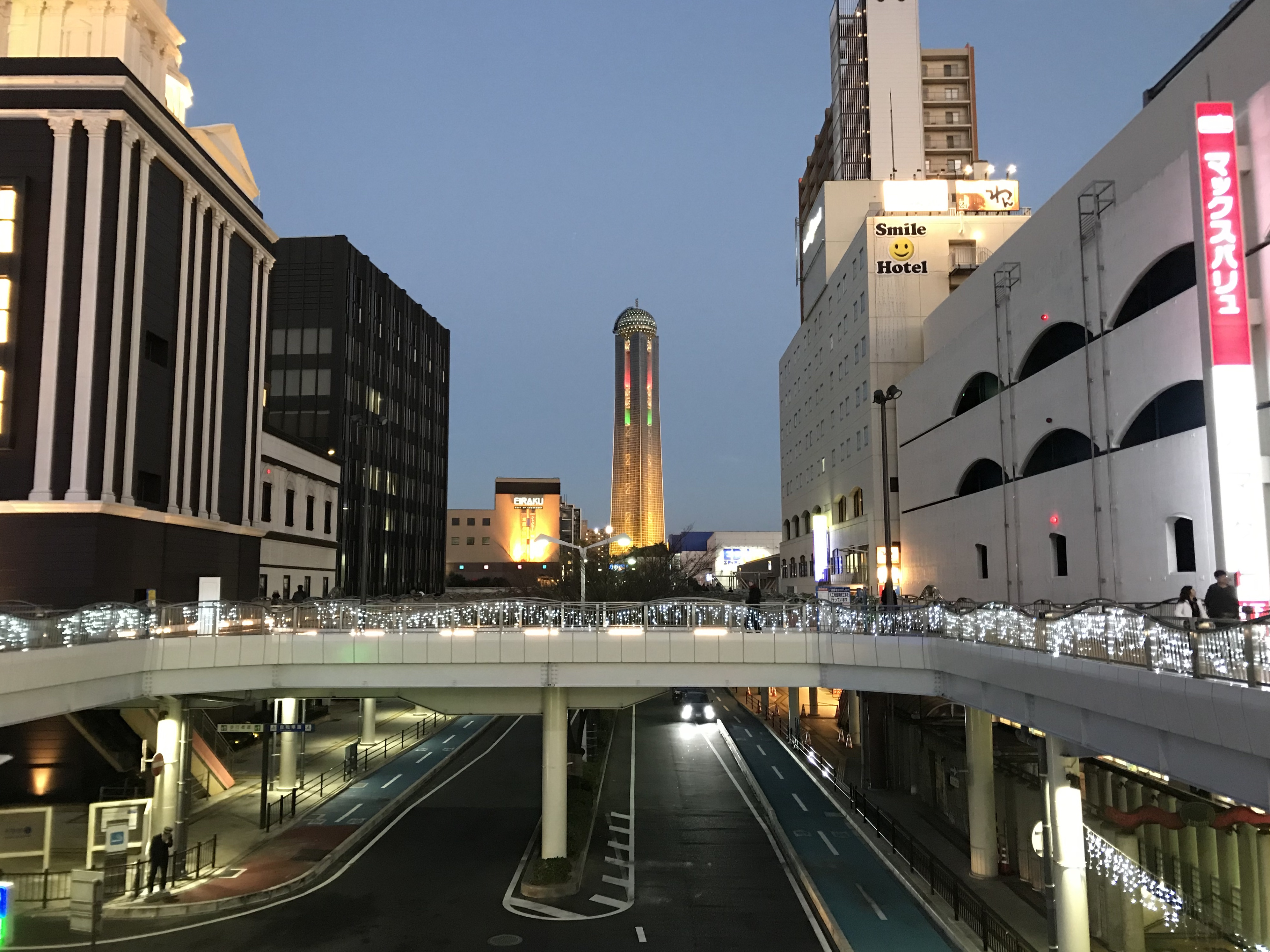
下関市(中核市)

## 交通

### 鉄道
| 西日本旅客鉄道（JR西日本） - 山陽新幹線 - 博多南線 - 山陽本線 - 山陰本線 | 九州旅客鉄道（JR九州） - 九州新幹線 - 鹿児島本線 - 福北ゆたか線 - 筑豊本線 - 長崎本線 - 久大本線 - 日豊本線 - 香椎線 - 篠栗線 - 筑肥線 - 日田彦山線 - 後藤寺線 - 唐津線 | 西日本鉄道（西鉄） - 天神大牟田線 - 太宰府線 - 甘木線 - 貝塚線 福岡市交通局 - 空港線 - 箱崎線 - 七隈線 北九州モノレール - 小倉線 | 筑豊電気鉄道 - 筑豊電気鉄道線 甘木鉄道 - 甘木線 平成筑豊鉄道 - 伊田線 - 糸田線 - 田川線 |

### 主な道路

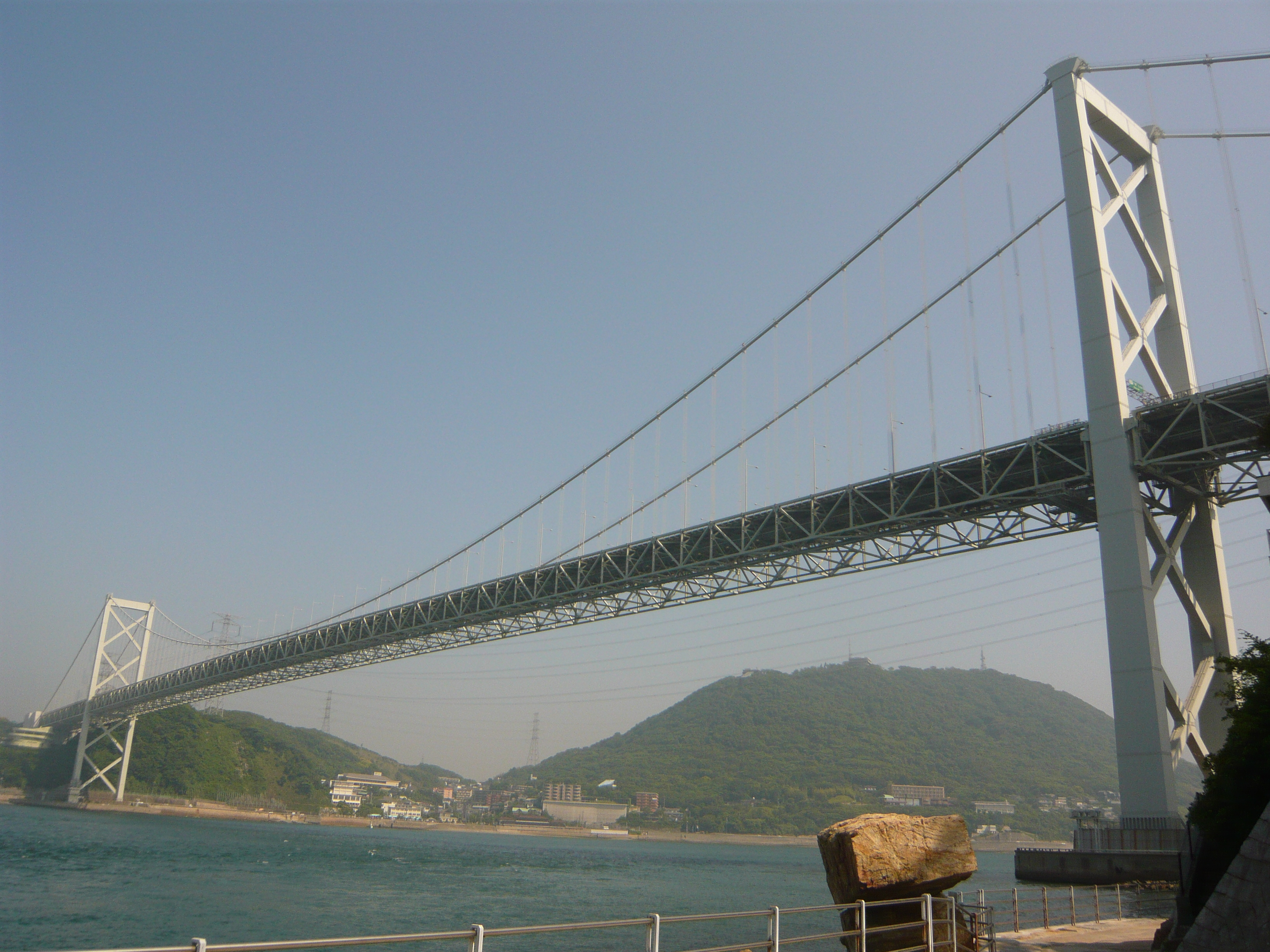
関門橋

高速道路
- 中国自動車道
- 関門自動車道(関門橋)
- 九州自動車道
- 東九州自動車道
- 西九州自動車道
- 大分自動車道
- 長崎自動車道
- 北九州都市高速
- 福岡都市高速

国道
| - 国道2号 - 国道34号 - 国道201号 - 国道322号 | - 国道3号 - 国道191号 - 国道202号 - 国道385号 | - 国道9号 - 国道199号 - 国道211号 - 国道495号 | - 国道10号 - 国道200号 - 国道263号 - 国道497号 |

### 港湾
- 下関港（国際拠点港湾）
- 北九州港（国際拠点港湾）
- 博多港（国際拠点港湾）
- 苅田港（重要港湾）
- 唐津港（重要港湾）

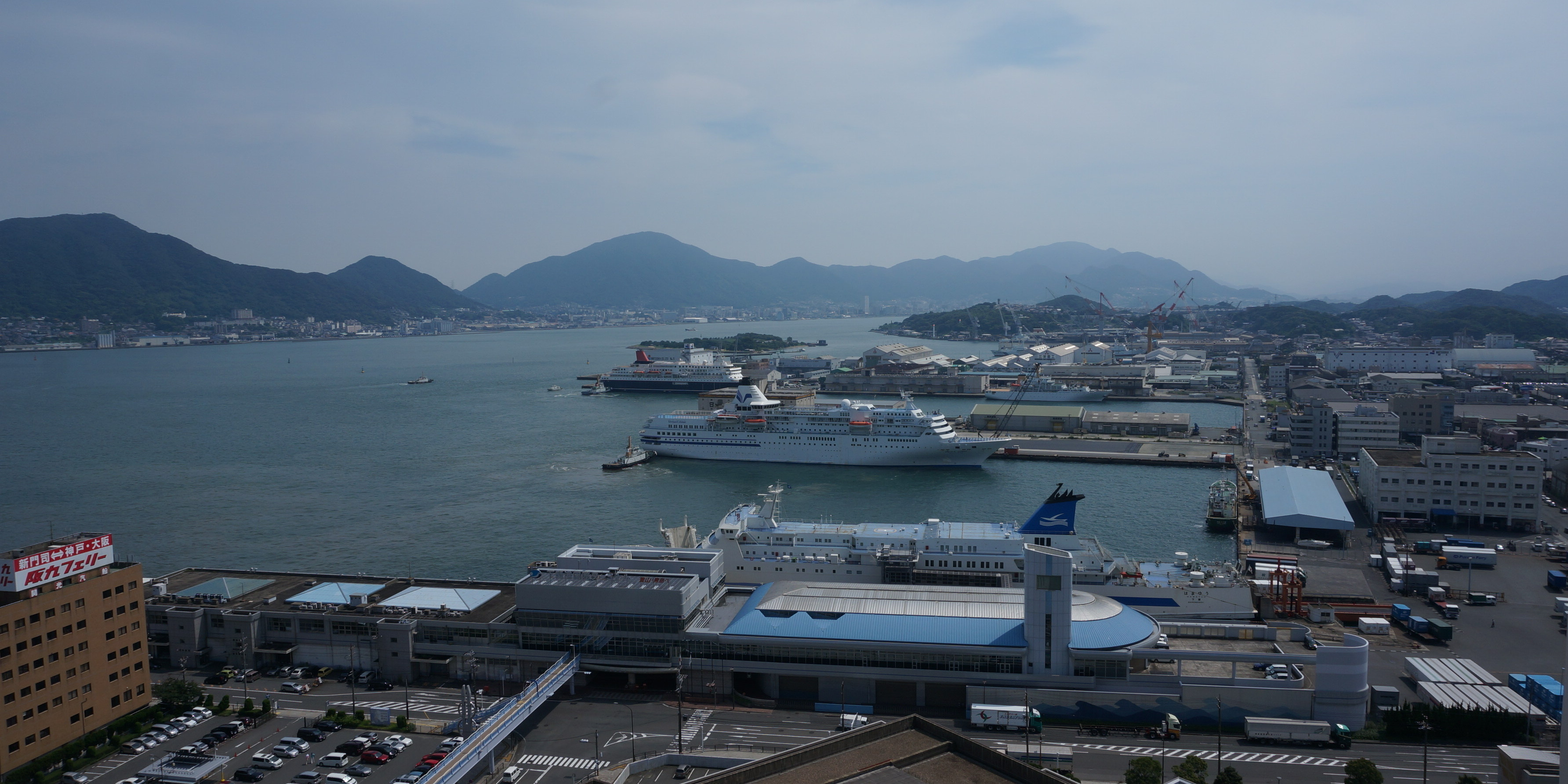
下関港(本港地区)
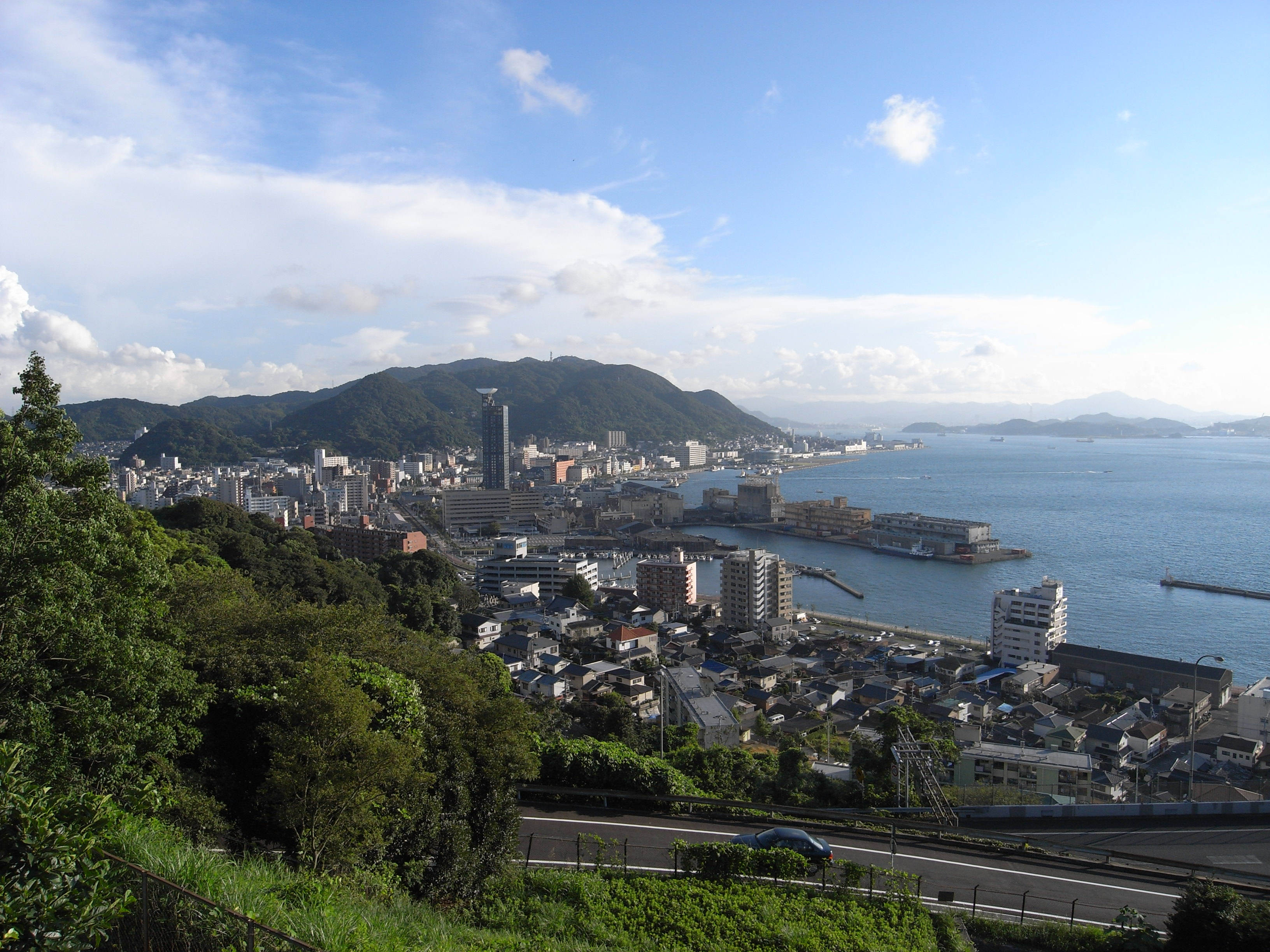
北九州港(門司港地区)
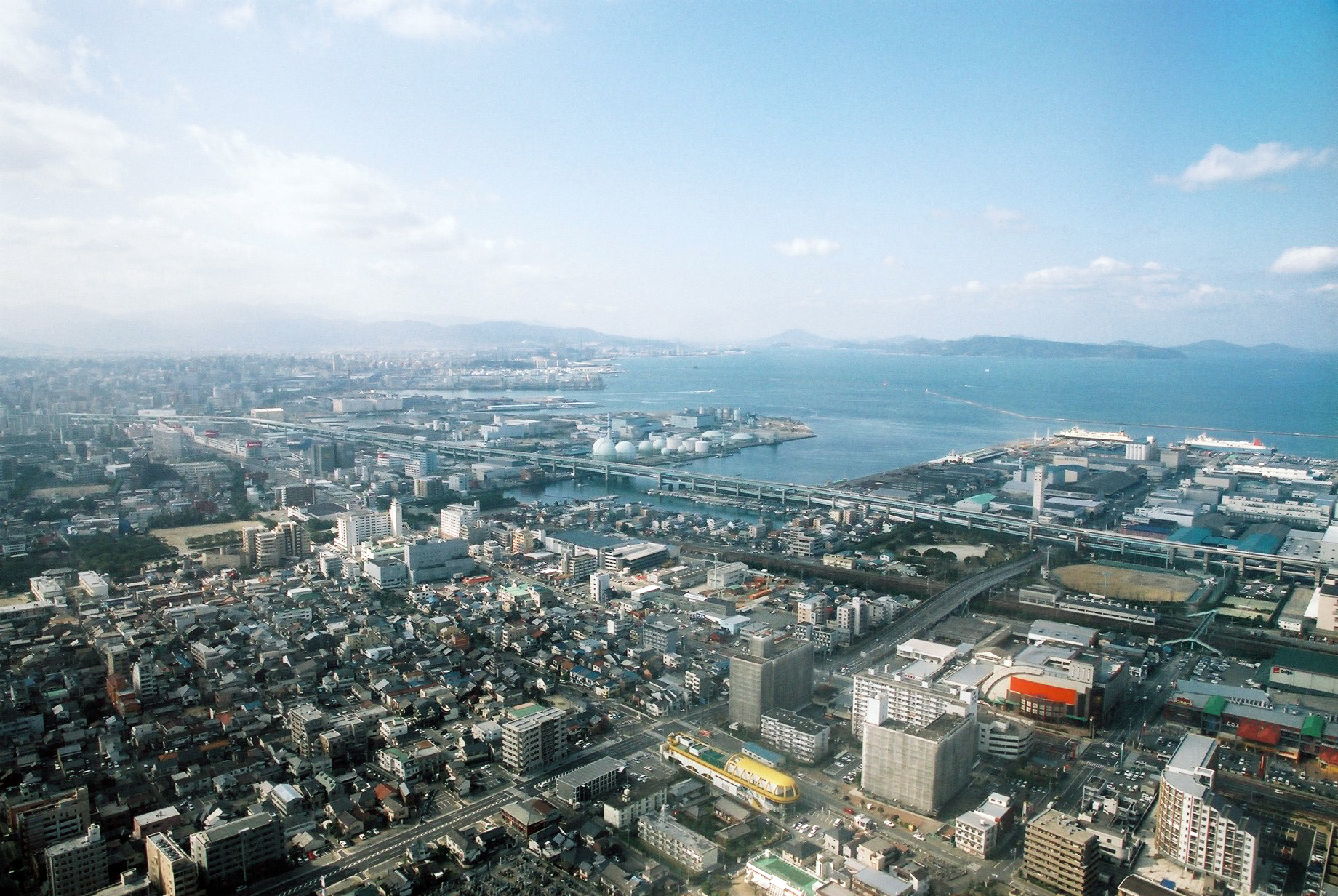
博多港

### 空港

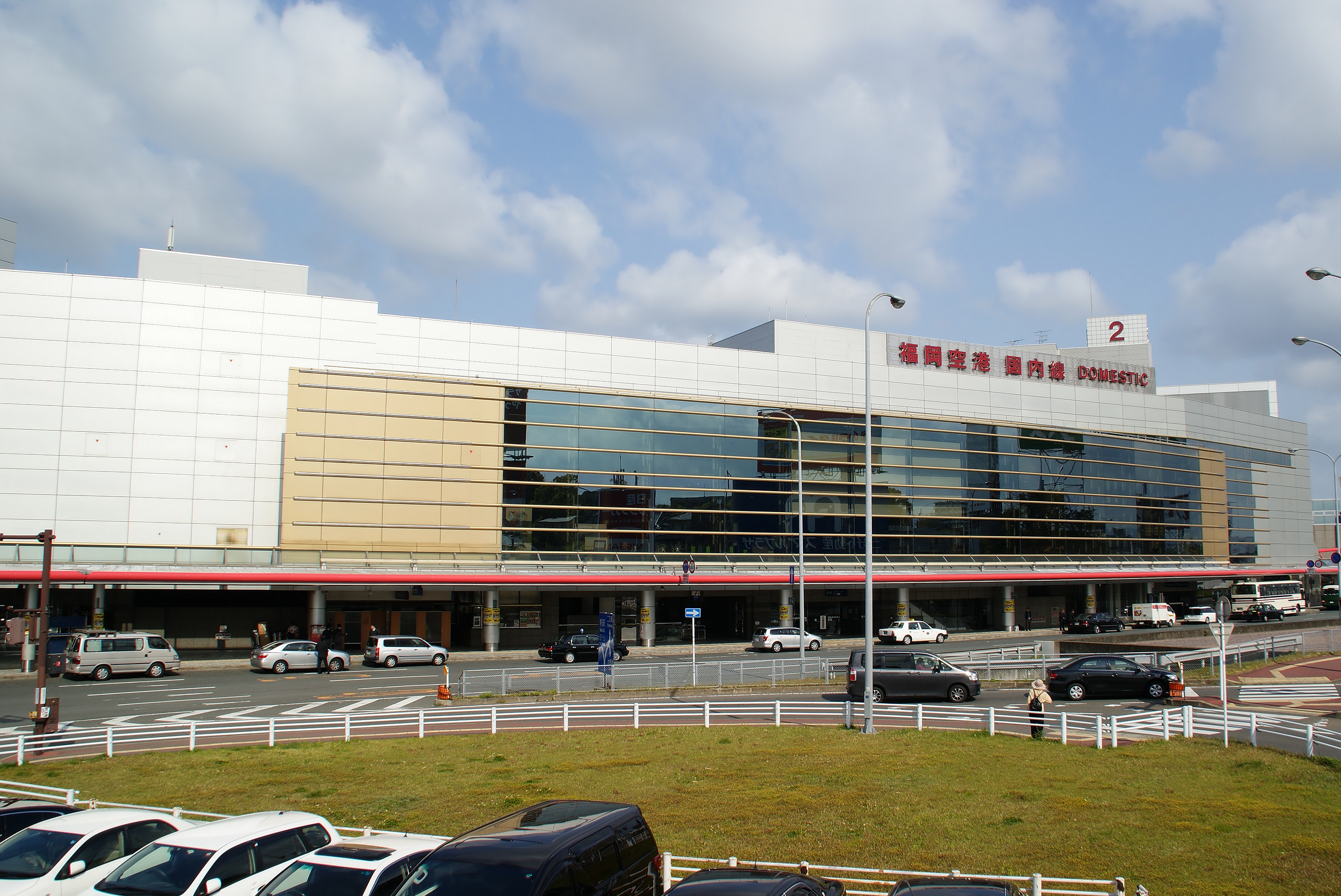
福岡空港
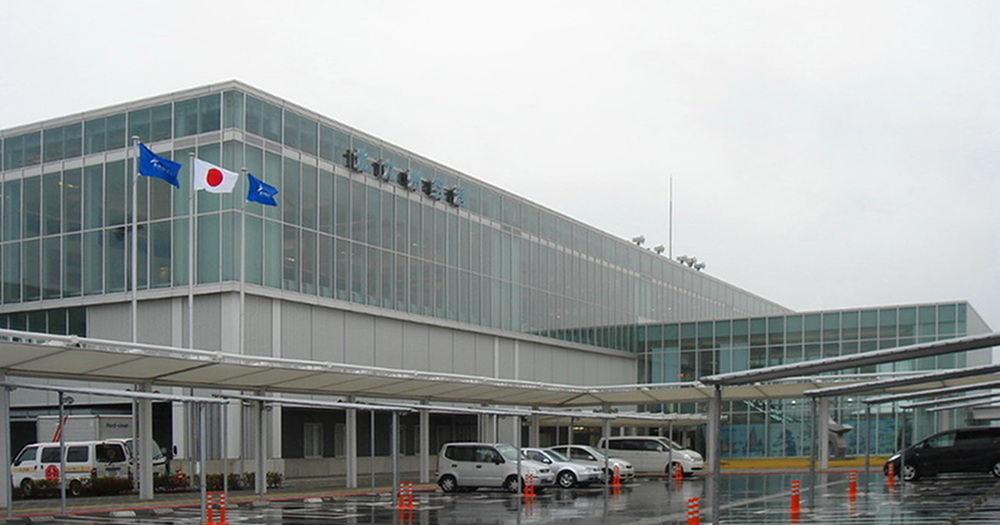
北九州空港

- 福岡空港
- 北九州空港

## 福北連携
かつて福岡市と北九州市は犬猿の仲とされ、政財界は1995年まで断交状態だった。福北連携は1995年4月、福岡地所の榎本一彦とゼンリンの大迫忍が、「両市の経営者を集めた梅鶯会（ばいおう会）を立ち上げ、経済面での両市の連携を唱えた」（松下政経塾）ことに起こる。
榎本と大迫の主張は「経済のグローバル化の影響を受ける現在、200万人規模の経済圏では太刀打ちできない、福岡と北九州を合わせて香港やシンガポールと同規模の400万 - 500万人規模の経済圏になって初めてアジアの諸都市と競争できる」（同上）。
1999年5月からは福岡・北九州両市長の定期会談が開始された。両市長は、福北連携の理念をまとめ、企画・財政・保健福祉・環境・情報管理・国際交流の7分野で研究会が発足し、1つの都市圏あるいは経済圏と見なして、日本国内のみならずアジアに対しても競争力のある地域となれるよう試みられている。当初、両市長による会談は半年に1回開催されていたが徐々に頻度が減少し、12回目となる2011年を最後に開催されていない。
福北連携によって以下のような事業等が実施された。
- JR筑豊本線と篠栗線を電化して福北ゆたか線へ。
- アビスパ福岡と福岡新都心開発へゼンリンが出資。見返りに九州電力、福岡銀行が北九州都心開発へ出資。
- 北九州市長と福岡市長が定期会談の場を設ける。
- スーパー中枢港湾に関して、関門港と博多港が連携して申請することで合意。
- 北部福岡緊急連絡管事業（福北導水）で合意。
- 北九州空港を拠点に運航を開始したスターフライヤーが福岡空港にも就航。

## 現状
- 福岡都市圏と北九州都市圏の重複地域では、福津市、宗像市など福岡寄りが人口増、岡垣町など北九州寄りが人口減に。（2015年国勢調査速報）
- 通勤通学人口の減少。福岡→北九州 微増、北九州→福岡 減少。（2000年国勢調査）
- 転出入人口の減少。福岡→北九州 減少、北九州→福岡（出超） 減少。（2002年 - 2004年調査）

生活圏間流動
以下は、福岡あるいは北九州の各生活圏を目的地・旅行先とする流動（年間・全機関）。福岡へ向かう大きな人の流動の中に北九州周辺生活圏が浮かんでいる形となっている。
- 207地域生活圏 (PDF) （2006年3月末現在）
- 単位：万人/年
- 目的地・旅行先として多い方の生活圏を「■」「■」で示す。

| 県     | 出発地         | 福岡  | 北九州 |
| ------ | -------------- | ----- | ------ |
| 広島   | 広島           | 62.3  | 26.8   |
| 山口   | 岩国           | 3.6   | 4.0    |
| 山口   | 徳山           | 15.5  | 11.8   |
| 山口   | 山口           | 30.4  | 39.9   |
| 山口   | 宇部           | 24.0  | 52.0   |
| 山口   | 萩             | 7.8   | 16.3   |
| 山口   | 下関           | 84.1  | 359.2  |
| 大分   | 周防灘         | 60.5  | 588.6  |
| 大分   | 大分           | 264.7 | 182.6  |
| 大分   | 日田・玖珠     | 292.6 | 36.8   |
| 大分   | 佐伯           | 9.7   | 5.9    |
| 佐賀   | 佐賀           | 690.1 | 54.5   |
| 佐賀   | 唐津           | 183.7 | 14.1   |
| 佐賀   | 伊万里・北松   | 28.9  | 2.5    |
| 長崎   | 伊万里・北松   | 15.3  | 2.9    |
| 長崎   | 佐世保         | 94.2  | 12.5   |
| 長崎   | 長崎           | 196.3 | 24.7   |
| 長崎   | 対馬           | 13.7  | 1.0    |
| 長崎   | 壱岐           | 19.2  | 0.8    |
| 長崎   | 五島           | 4.7   | 0.5    |
| 熊本   | 熊本           | 571.0 | 94.5   |
| 熊本   | 八代・芦北     | 35.5  | 8.0    |
| 熊本   | 天草           | 18.5  | 3.2    |
| 熊本   | 球磨           | 13.6  | 1.2    |
| 宮崎   | 延岡           | 39.2  | 11.2   |
| 宮崎   | 宮崎           | 64.1  | 9.2    |
| 宮崎   | 小林・西諸県   | 6.0   | 2.7    |
| 宮崎   | 都城・北諸県   | 12.7  | 2.0    |
| 宮崎   | 日南           | 4.6   | 1.2    |
| 鹿児島 | 鹿児島         | 111.0 | 14.8   |
| 鹿児島 | 川北薩・串木野 | 16.9  | 2.9    |
| 鹿児島 | 大隅           | 7.2   | 0.7    |
| 鹿児島 | 南薩           | 3.5   | 1.0    |

| 県     | 出発地         | 福岡  | 北九州 |
| ------ | -------------- | ----- | ------ |
| 広島   | 広島           | 32.8  | 13.5   |
| 山口   | 岩国           | 2.1   | 1.3    |
| 山口   | 徳山           | 11.7  | 3.2    |
| 山口   | 山口           | 20.4  | 17.1   |
| 山口   | 宇部           | 12.2  | 10.0   |
| 山口   | 萩             | 1.6   | 5.0    |
| 山口   | 下関           | 42.0  | 100.8  |
| 大分   | 周防灘         | 21.9  | 275.1  |
| 大分   | 大分           | 83.4  | 61.0   |
| 大分   | 日田・玖珠     | 204.2 | 4.7    |
| 大分   | 佐伯           | 6.3   | 0.7    |
| 佐賀   | 佐賀           | 423.0 | 13.3   |
| 佐賀   | 唐津           | 93.8  | 3.9    |
| 佐賀   | 伊万里・北松   | 24.2  | 0.1    |
| 長崎   | 伊万里・北松   | 5.5   | 0.1    |
| 長崎   | 佐世保         | 46.1  | 2.3    |
| 長崎   | 長崎           | 112.3 | 7.9    |
| 長崎   | 対馬           | 15.1  | 1.1    |
| 長崎   | 壱岐           | 22.3  | 0.3    |
| 長崎   | 五島           | 5.0   | 0.4    |
| 熊本   | 熊本           | 173.6 | 12.8   |
| 熊本   | 八代・芦北     | 8.8   | 2.1    |
| 熊本   | 天草           | 8.0   | 0.7    |
| 熊本   | 球磨           | 3.0   |        |
| 宮崎   | 延岡           | 22.3  | 7.4    |
| 宮崎   | 宮崎           | 36.5  | 2.5    |
| 宮崎   | 小林・西諸県   | 0.6   | 0.3    |
| 宮崎   | 都城・北諸県   | 4.1   | 1.1    |
| 宮崎   | 日南           | 5.0   | 0.1    |
| 鹿児島 | 鹿児島         | 67.2  | 6.5    |
| 鹿児島 | 川北薩・串木野 | 11.5  | 3.0    |
| 鹿児島 | 大隅           | 4.3   | 0.2    |
| 鹿児島 | 南薩           | 2.4   | 1.2    |